# Élisabeth-Alexandrine de Bourbon-Condé
Signature
Élisabeth-Thérèse-Alexandrine de Bourbon-Condé, dite Mademoiselle de Gex puis Mademoiselle de Sens, est née à l'hôtel de Condé le 5 septembre 1705 et morte à Paris le 15 avril 1765. Fille de Louis III de Bourbon-Condé et de Louise-Françoise de Bourbon, elle est une princesse du sang française. Elle est du côté paternel arrière-petite-fille du Grand Condé et du côté de sa mère petite-fille du roi Louis XIV. Malgré les propositions, elle ne se mariera jamais.  

## Biographie

### Enfance
Élisabeth-Alexandrine est née à l'hôtel de Condé le 5 septembre 1705. Elle est la huitième enfant issue de l'union de Louis III de Bourbon-Condé, sixième prince de Condé, et de Louise-Françoise de Bourbon, fille légitimée de Louis XIV et de Madame de Montespan. Baptisée en l'église Saint-Sulpice le 8 octobre 1708, ses prénoms lui sont donnés en l'honneur de sa grande sœur et de sa marraine, Louise-Élisabeth de Bourbon-Condé, dite « Mademoiselle de Charolais », et de Louis-Alexandre de Bourbon, comte de Toulouse, alors désigné comme étant son parrain. 
Elle était plus connue sous son dernier prénom, Alexandrine. À sa naissance, on lui donne le titre de « Mademoiselle de Gex », mais elle prit rapidement le titre de « Mademoiselle de Sens », celui qu'elle gardera pendant toute sa vie. En tant que princesse du sang, elle est dotée d'un prédicat d'Altesse Sérénissime. Elle vécut avec son frère et ses sœurs au château de Chantilly. 

### Mariage
Comme la plupart de ses sœurs, elle n'est pas mariée. Elle a été considérée comme une épouse possible pour son cousin Louis d'Orléans, mais sa tante, la fière duchesse de Bourbon, convoitait une épouse d'une naissance plus prestigieuse pour son fils. Alexandrine vécut maritalement avec son amant, le marquis de Langeron, pendant près de vingt ans. Elle n'eut de cette façon, aucune descendance. En 1725, elle et sa sœur faisaient partie des potentielles épouse pour Louis XV par leur frère Louis IV Henri de Bourbon-Condé, qui était alors le premier ministre du roi. 
Elle était une des quatre candidates sérieusement considérées lorsque la liste originale de quatre-vingt-dix-neuf princesses a d'abord été réduite à dix-sept, puis à quatre, la laissant, elle ainsi que sa sœur, aux côtés d'Anne de Hanovre et d'Amélie de Grande-Bretagne. Il ne restait que les deux sœurs lorsque les princesses furent retirées pour l'incompatibilité de leur religion. Leur frère disait alors préférer Henriette-Louise de Bourbon-Condé, plus belle qu'Alexandrine. Elles furent finalement toutes deux refusées et Marie Leszczynska, princesse de Pologne, fut la seule retenue. 

### Fortune

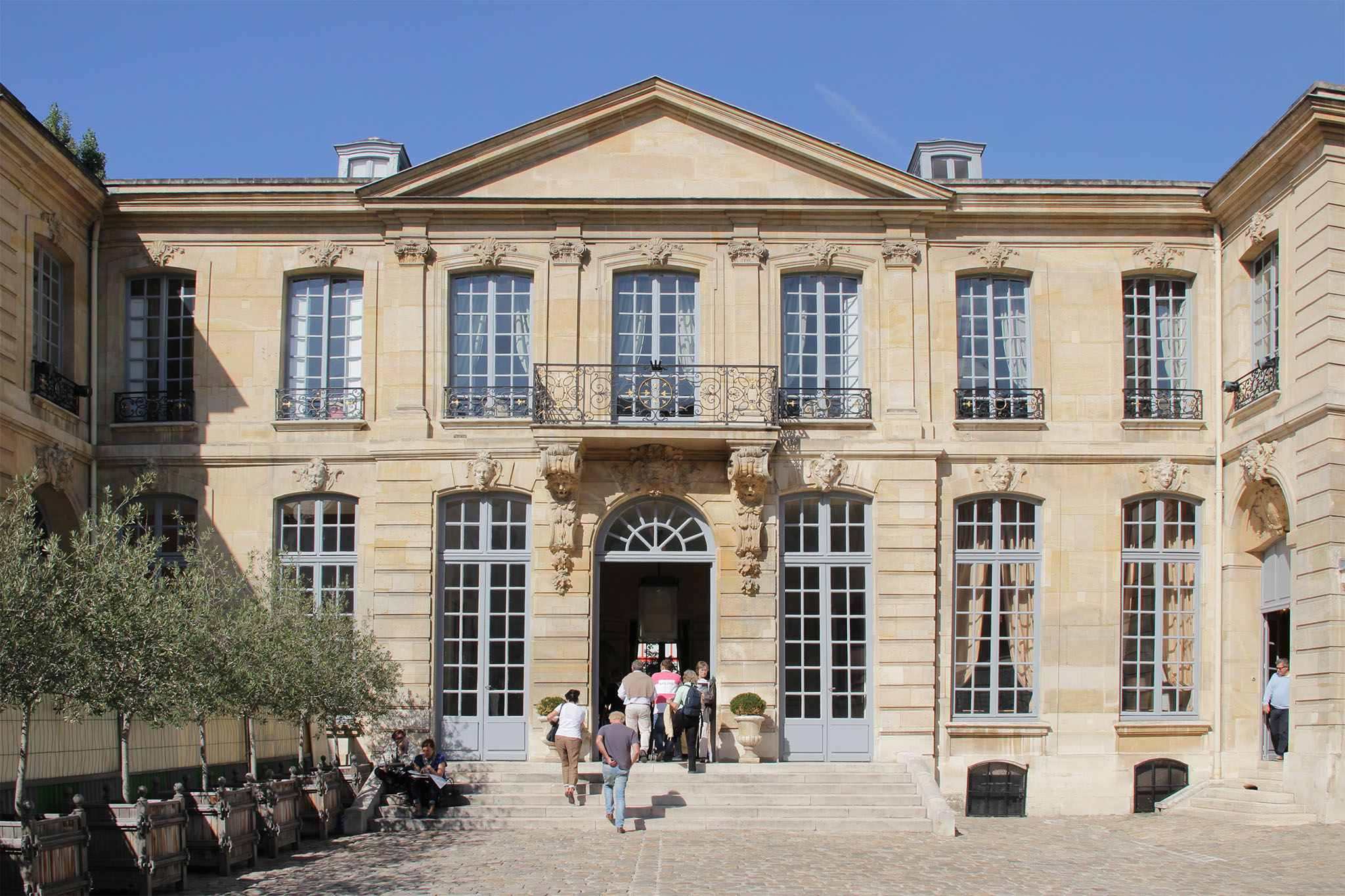
Perron de l'hôtel de Noirmoutier par Sylyswiki, 2012.

Comme sa sœur aînée et Louise-Anne de Bourbon-Condé, Alexandrine possédait un grand nombre de terres, de nombreuses résidences privées en dehors de la capitale. Le 15 mai 1734, elle achète l'hôtel de Noirmoutier, situé rue de Grenelle à Paris, à la marquise de Matignon. Elle agrandit considérablement le domaine en acquérant des terres qui entouraient l'hôtel. Elle hérite des biens de sa cousine, Louise-Françoise de Bourbon, en 1743. Durant l'année 1744, elle achète les terres et seigneuries de Villegénis, alors situées en Massy et Igny. 
Elle rénova pour la somme de 430 000 livres le château de Villegénis. Elle vend ensuite la propriété et seigneurie de Vallery, lieu de sépulture de la famille de Condé, à Jacques Cordier de Launay, seigneur de La Verrière, pour 280 000 livres. À la mort de son frère, Charles de Bourbon-Condé, son fils Louis-Thomas n'ayant pas été reconnu par le roi et le prince de Condé, elle hérite du comté de Charolais, qu'elle revend et échange à Louis XV, en 1760, contre des terres situées à Palaiseau. Au moment de sa mort, elle valait accumulé une grande fortune, avec des pensions initialement données à sa cousine, fille de Louis-Auguste de Bourbon et de son épouse. 

### Décès

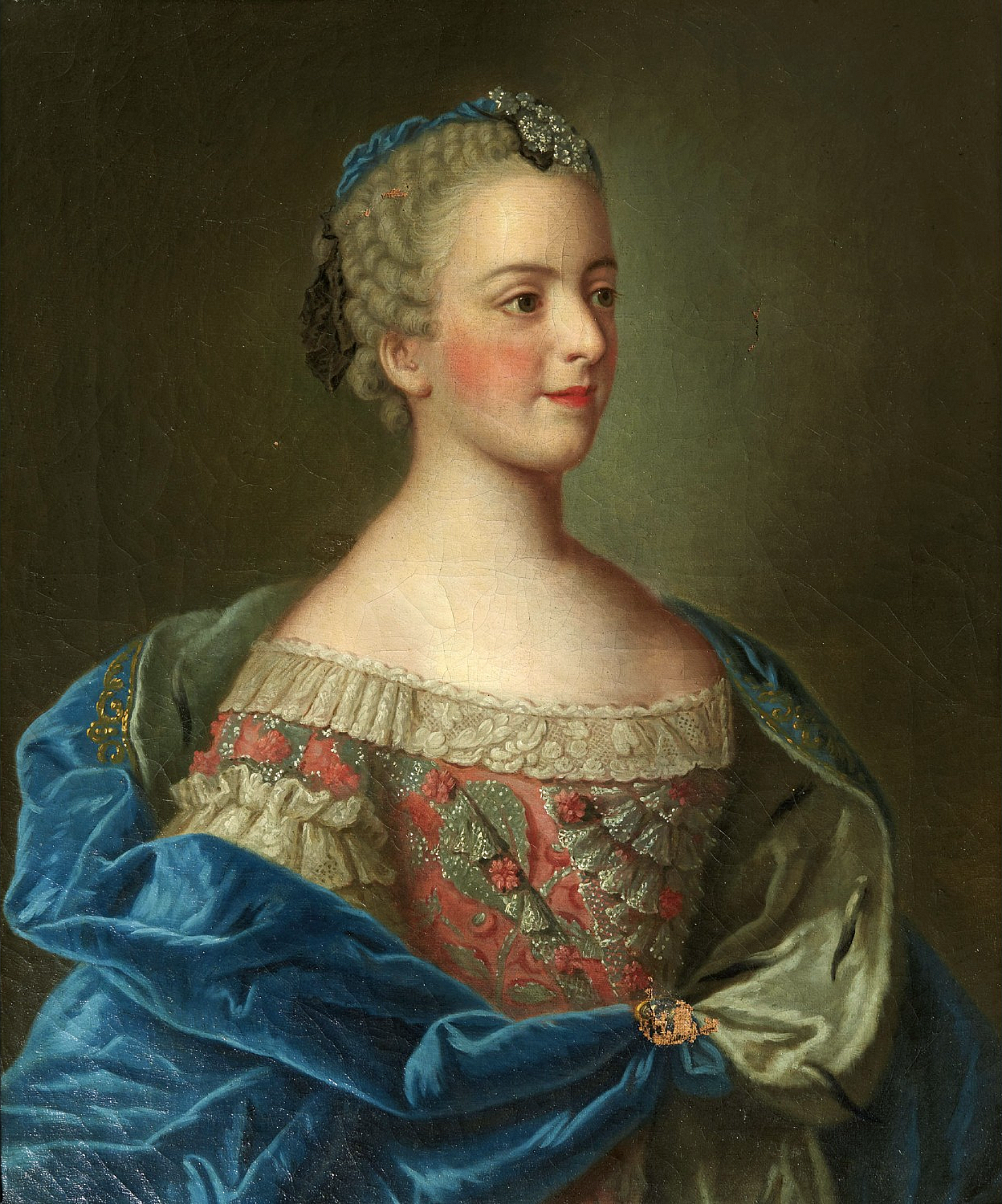
Portrait d'Élisabeth-Alexandrine de Bourbon-Condé par Jean-Étienne Liotard, XVIIIe siècle.

Élisabeth-Alexandrine n'a jamais joué un rôle politique très important. Elle était, cependant, une très grande amie de la marquise de Pompadour, maîtresse en titre du roi Louis XV. Cette dernière avait été introduite à la cour par sa sœur aînée à la demande du roi, qui réglait en contrepartie ses énormes dettes. Elle occupa pendant de très longues années un appartement au rez-de-chaussée de l'aile du Nord du château de Versailles. La princesse est morte à Paris, le 15 avril 1765, à l'âge de cinquante-neuf ans. Morte sans descendance, elle lègue l'entièreté de sa fortune à son jeune neveu, Louis V Joseph de Bourbon-Condé, devenu huitième prince de Condé. 

### Titulature
- 5 septembre 1705 - 6 mai 1706 : Son Altesse Sérénissime Mademoiselle de Gex, princesse du sang de France ;
- 6 mai 1706 - 15 avril 1765 : Son Altesse Sérénissime Mademoiselle de Sens, princesse du sang de France.